# Midnight Caller (canción de Badfinger)
«Midnight Caller» es la cuarta canción del álbum No Dice  de la banda británica Badfinger.

## Canción
Hay una gran influencia "Beatle" en el álbum, "No Matter What" es un claro ejemplo.

La canción inicia con una balada simple al estilo McCartney, la batería inicia poco antes que Pete Ham cante.

Ham nos cuenta la historia de una mujer, claramente en depresión, esperando la llegada de alguien que "no volverá más" , y que la espera es inútil "a pesar de que pinta una sonrisa en su rostro" .

Lo negativo de la canción termina con un "nadie te va a ayudar ahora" .

## Personal
- Pete Ham – Voz, teclado
- Tom Evans – Coro
- Joey Molland – Coro
- Mike Gibbins – Batería